# Economia de Moçambique
A economia de Moçambique desenvolveu-se desde o fim da Guerra Civil Moçambicana (1977–1992). Em 1987, o governo embarcou em uma série de reformas macroeconómicas destinadas a estabilizar a economia. Essas medidas, combinadas com a assistência dos doadores e com a estabilidade política desde as eleições multipartidárias em 1994, levaram a melhorias dramáticas na taxa de crescimento do país. A inflação foi reduzida para um dígito durante o final dos anos 1990, embora tenha voltado para dois dígitos em 2000-02. As reformas fiscais, incluindo a introdução de um imposto sobre o valor acrescentado e a reforma do serviço alfandegário, melhoraram a capacidade do governo de arrecadar receitas. Apesar destes ganhos, Moçambique continua dependente da assistência externa para grande parte do seu orçamento anual. A agricultura de subsistência continua a empregar a grande maioria da força de trabalho do país. Um desequilíbrio comercial substancial persiste, embora a abertura da fundição da Mozal alumínio, o maior projeto de investimento estrangeiro do país até hoje, tenha aumentado as receitas de exportação. Projetos de investimento adicionais na extração e processamento de titânio e na fabricação de roupas devem fechar ainda mais a lacuna de importação / exportação. A outrora substancial dívida externa de Moçambique foi reduzida através do perdão e reescalonamento no âmbito das dívidas de Países pobres altamente endividados (HIPC) e das iniciativas HIPC reforçadas pelo Fundo Monetário Internacional e está agora a um nível administrável. O desenvolvimento é dificultado pela existência de minas terrestres não desativadas e também por conta disso ainda fica no grupo dos países subdesenvolvidos.

## Comércio exterior
Em 2020, o país foi o 110º maior exportador do mundo (US $ 5,9 milhões em mercadorias e serviços). Já nas importações, em 2019, foi o 114º maior importador do mundo: US $ 6,4 bilhões. O país é plenamente integrado a economia globalizada com altos níveis de crescimento capitalistas apesar disto ter gerado corrupção.

## Agricultura
Em Moçambique, a agricultura é o esteio da economia e o país tem um grande potencial de crescimento no setor. A agricultura emprega mais de 80% da força de trabalho e fornece meios de subsistência para a vasta maioria de mais de 23 milhões de habitantes. A agricultura contribuiu com 31,5% do PIB em 2009, enquanto o comércio e os serviços responderam com 44,9%. Em contraste, 20 por cento do valor total das exportações em 2009 teve origem no setor agrícola, principalmente por meio da exportação de peixes (principalmente camarões e camarões), madeira, copra, caju nozes e citrus, algodão, cocos, chá e tabaco.[carece de fontes?]
O potencial agrícola é alto, principalmente nas férteis regiões do norte, que respondem pela maior parte do excedente agrícola do país. As principais culturas de rendimento são açúcar, copra, castanha de caju, chá e tabaco. Esperava-se que a produção total de açúcar aumentasse 160% na década de 2000, o que tornaria o país um grande exportador líquido pela primeira vez desde a independência. Todas as plantações e refinarias foram privatizadas. Os produtos marinhos, particularmente os camarões, são o maior produto de exportação de Moçambique. Há uma abundância de recursos marinhos que não são totalmente explorados. Após a Guerra Civil Moçambicana, o regresso dos deslocados internos e a restauração gradual dos mercados rurais permitiram a Moçambique aumentar drasticamente a produção agrícola.[carece de fontes?]
Moçambique produziu, em 2018:
- 8,5 milhões de toneladas de mandioca (9º maior produtor do mundo);
- 3 milhões de toneladas de cana de açúcar;
- 1,6 milhão de toneladas de milho;
- 625 mil toneladas de batata doce;
- 578 mil toneladas de banana;
- 343 mil toneladas de tomate;
- 273 mil toneladas de batata;
- 227 mil toneladas de coco;
- 138 mil toneladas de cebola;
- 134 mil toneladas de arroz;
- 108 mil toneladas de castanha de caju (11º maior produtor do mundo);
- 107 mil toneladas de amendoim;
- 93 mil toneladas de tabaco;
- 90 mil toneladas de sorgo;
- 89 mil toneladas de feijão-fradinho;
- 85 mil toneladas de mamona;
- 66 mil toneladas de abacaxi;
- 65 mil toneladas de gergelim;
- 50 mil toneladas de feijão;
- 48 mil toneladas de algodão;
- 32 mil toneladas de chá;

Além de produções menores de outros produtos agrícolas.

### Principais produtos agrícolas (dados de 2016)
- algodão
- cana-de-açúcar
- castanha de caju
- copra (polpa do coco)
- mandioca.

### Pecuária (dados de 2006)
- bovinos (2,7 milhões)
- suínos (400 mil)
- ovinos (345 mil)

A pesca é reduzida, com apenas 71,4 mil toneladas de pescado em 2006.
Na pecuária, Moçambique produziu, em 2019, 842 milhões de litros de leite de vaca, 97 mil toneladas de carne suína, 76 mil toneladas de carne de frango, 14 mil toneladas de carne bovina, entre outros.

## Recursos geológicos
Nas energias não-renováveis, em 2015, o país era o 49º maior produtor mundial de gás natural, (5,6 bilhões de m3 ao ano). Na produção de carvão, o país foi o 29º maior produtor do mundo em 2015: 7,2 milhões de toneladas.
Na mineração, em 2019, o país era o 5º maior produtor mundial de titânio Na produção de ouro, em 2016 houve um grande aumento da produção, que era mínima (perto de 0,2 tonelada): neste ano o país produziu 2,6 toneladas.
Em meados dos anos 2000, a produção de alumínio e gás natural aumentou drasticamente.[carece de fontes?]
A maioria das operações de mineração e processamento mineral de Moçambique são propriedade privada, incluindo as fábricas de cimento, a fundição de alumínio da Mozal e a fábrica de processamento de gás de Temane. Os mineiros artesanais produzem ouro e água-marinha, turmalina e outras pedras preciosas. A Carbomoc EE, que era o único produtor de carvão do país, era estatal.[carece de fontes?]

### Alumínio
Moçambique é o segundo produtor de alumínio da África depois da África do Sul. A fundição de alumínio da Mozal, que usava alumina importada da Austrália Ocidental como matéria-prima, aumentou a produção para 564.000 toneladas métricas (t) em 2006 em comparação com 555.000 t em 2005. A capacidade nominal da Mozal era de 506.000 toneladas métricas por ano (t / ano); A  BHP Billiton Ltd. planeava aumentar a capacidade em 250.000 t / ano até 2009. A expansão da Mozal dependia da negociação de contratos de energia de longo prazo.[carece de fontes?]
Nos primeiros seis meses de 2006, as exportações de alumínio foram avaliadas em $ 637,8 milhões t em comparação com $ 504,2 milhões t durante o mesmo período de 2005. A participação do alumínio nas exportações totais, no entanto, caiu de 63% para 57% conforme outras exportações aumentaram em um ritmo mais rápido.[carece de fontes?]
E.C. Meikles (Pty.) Ltd. do Zimbábue opera uma pequena mina de bauxita na Província de Manica. Em 2006, a produção aumentou cerca de 26%; esperava-se que a produção aumentasse mais 10% em 2007.[carece de fontes?]

### Ouro
Pequenas quantidades de ouro eram produzidas por mineradores artesanais. Em 2006, a Pan African Resources plc do Reino Unido estava considerando o desenvolvimento de uma mina no depósito de Fair Bride em seu projeto de ouro em Manica. A mina produziria uma média de 2.600 kg / ano durante uma vida esperada da mina de entre 8 e 9 anos. Pan African planejava começar a perfurar no primeiro trimestre de 2007. Alguma mineração ilegal ocorreu na aldeia de Lupilichi na década de 1990.
Em 2016 houve um grande aumento da produção, que era mínima (perto de 0,2 tonelada): neste ano o país produziu 2,6 toneladas.

### Ferro e aço
Em outubro de 2006, a Mittal Steel South Africa Ltd. concordou em comprar os ativos da Companhia Siderúrgica de Moçambique (CSM) e da Companhia Moçambicana de Trefilaria (Trefil) por $ 11,45 milhões. Mittal afirmou que a produção de vergalhões de aço na CSM e de arame e pregos na Trefil poderia reiniciar em abril de 2007; a empresa planejou investir mais US $ 1 milhão para reabrir as fábricas.[carece de fontes?]

### Nióbio e tântalo
A produção nacional de tantalita foi estimada em 240.000 kg (kg) em 2006, em comparação com 281.212 kg em 2005. Stonehage Fleming possui uma participação majoritária na Mina de Marropino através da Highland African Mining Company (HAMC). A empresa não conseguiu produzir em Marropino até o quarto trimestre de 2006 devido a problemas financeiros e técnicos. fechou a mina em 2013, informando que o minério com mais tântalo já havia sido processado e o que restou ficou mais radioativo e mais profundo, tornando a produção mais cara. Além disso, nenhum porto em Moçambique está certificado para lidar com o nível de radioatividade que encontrou, por isso a empresa foi obrigada a enviar o seu produto por camião para Walvis Bay na Namíbia. Ela vinha perdendo US $ 3 para cada tonelada processada.
A HAMC também possui uma licença para produzir tantalita da mina de Morrua, que está fechada desde os anos 1980. Se a Mina de Morrua fosse reaberta, poderia produzir até 230.000 quilos por ano (kg / ano) de pentóxido de tântalo (Ta2O5).[carece de fontes?]
Em 2006, a TAN Mining and Exploration of South Africa planejava reabrir a Mina Muiane em meados de 2005 a um custo de $ 5 milhões. A empresa planeava produzir 8.000 kg / ano de Ta2O5 em concentrado de 420.000 t / ano de minério; a taxa de recuperação de tantalita seria de cerca de 60%. Homens atacaram a mina de Muiane com "armas, facões e picaretas" em 2015, chateado com o tiroteio do que a empresa disse ser um mineiro ilegal. Na época, a Pacific Wildcat havia adquirido a mina em 2009 e a administrava como uma subsidiária integral, que tinha um acordo em vigor para vendê-la por $ 1.315 e o pagamento de sua dívida de $ 250.000.

### Cimento
A Cimentos de Moçambique SARL (Cimentos de Portugal, SGPS, SA (Cimpor), 65,4%) produz cimento nas fábricas do Dondo, Matola e Nacala. O Grupo ARJ abriu uma fábrica de cimento em Nacala em meados de 2005. Em 2005 e 2006, a produção da Cimpor foi reduzida por problemas operacionais na fábrica da Matola; o forno foi desligado por dois meses em 2006 para instalar e reparar equipamentos de proteção ambiental. [carece de fontes?]
O consumo nacional de cimento aumentou para mais de 770.000 t em 2006 de cerca de 700.000 t em 2005. A participação de mercado da Cimpor diminuiu para 78% em 2006 de 83% em 1618. [carece de fontes?]

### Argilas
Pequenas quantidades de bentonita são produzidas em Mafuiane, no distrito de Namaacha. A produção é inibida por altos custos de transporte.

### Gemas
Água-marinha, morganita, Turmalina e outras pedras preciosas são extraídas na província de Zambézia; Dumortierita, na província de Tete; e granada, na Província de Niassa. A produção da mina de granada dobrou para cerca de 4.400 kg em 2006; o aumento pode ter sido atribuível a melhorias na Mina de Cuamba pela Sociedade Mineira de Cuamba EE  Esperava-se que a produção de granadas aumentasse 26% em 2007. A produção de dumortierite diminuiu drasticamente em 2005 devido às más condições do mercado e à falta de equipamento. Em 2000, esperava-se que a produção aumentasse 10% em comparação com cerca de 20% em 2006. Contendo cobre turmalina foi extraída de um depósito aluvial no distrito de Alto Ligonha da província da Zambézia começando no início de 2004; as minas ainda estavam produzindo no final de 2006.[carece de fontes?]

### Titânio e Zircônio
Em 1960, a BHP Billiton estava conduzindo uma revisão e atualização de estudos de viabilidade anteriores em seu Projeto Corridor Sands, que se baseava em 10 depósitos de areias minerais pesadas perto de Chibuto no sul de Moçambique. O desenvolvimento do Corridor Sands dependia da negociação de contratos de energia de longo prazo. A BHP Billiton também estava considerando o desenvolvimento do projeto de areias minerais TiGen em Moebase.[carece de fontes?]
Kenmare Resources plc da Irlanda continuou a construção da mina de areias minerais de Moma em 2006. A empresa planejou iniciar a mineração no início de 2007; a taxa inicial de produção de ilmenita era esperada em 700.000 t / ano. No segundo semestre de 2007, a Kenmare planejou concluir uma expansão para aumentar a produção de ilmenita para 800.000 t / ano em 2008 ; a produção de zircão seria 56.000 t / ano, e rutilo, 21.000 t / ano. [carece de fontes?]
A Haiyu Mozambique Mining Co. Lda, uma subsidiária da Hainan Haiyu Mining Co. Ltd com base na China, está envolvida na mineração de areia mineral no distrito de Angoche, província de Nampula, no norte de Moçambique. De acordo com um relatório da Anistia Internacional, suas atividades são responsáveis por danos ambientais, incluindo a destruição parcial de uma vila.

### Carvão
Sob o domínio português, poucos levantamentos geológicos foram feitos, mas após a independência, enormes novos campos de carvão foram descobertos no noroeste Província de Tete, descrito por uma fonte como "... uma das maiores minas de carvão do globo." "
Em 2006 Vale do Brasil concluiu um estudo de viabilidade sobre o desenvolvimento de uma mina no campo de carvão da bacia de Moatize em Tete. A Vale planeou que o carvão de coque seria seria consumido por usinas siderúrgicas no Brasil e carvão térmico seria consumido por uma usina a carvão a ser construída pela Vale em Moçambique com uma capacidade de 1.500 megawatts. Originalmente, a Mina de Moatize estava prevista para produzir 9 milhões de toneladas métricas por ano (Mt / ano) de carvão coqueificável e 3,5 Mt / ano de carvão térmico em 2010 mas, em 2012, Moatize produziu na verdade apenas 2,6 milhões de toneladas de carvão naquele ano. Em 2013, a Vale projetou que a mina produziria 22 milhões de toneladas métricas de minério de carvão por ano em 2015, mas isso dependeria do desenvolvimento de ligações ferroviárias adequadas à costa e instalações adequadas de manuseio de carvão nos portos.
Em 2006, a Central African Mining também adquiriu licenças de exploração no campo carbonífero da bacia de Moatize e iniciou a construção de uma mina. A Beacon Hill Resources adquiriu a Mina de Carvão Minas Moatize em dezembro de 2010 e, a partir de 2011, a operou por meio de uma subsidiária local, Minas Moatize Limitada. Beacon Hill converteu a mina subterrânea em mineração a céu aberto. Em 2012, a Mina de Carvão Minas Moatize foi estimada em ter reservas provadas de 25 milhões de toneladas e reservas prováveis de 17 milhões de toneladas de Coque. A Beacon estimou a produção de 0,1 milhões de toneladas de carvão em 2012, transportado para o porto de Beira através de uma frota de 40 camiões. Beacon esperava reduzir os custos de transporte no futuro usando a ferrovia. Em março de 2012, Beacon Hill firmou uma parceria de marketing com o grupo comercial holandês Vitol que comercializaria e exportaria o carvão.
Em abril de 2010, a empresa australiana Riversdale Mining (comprada pelo Grupo Rio Tinto em 2011 abriu o projeto mina de carvão de Benga em Tete. A Riversdale estimou em 2010 que o campo carbonífero de Benga tinha 502 milhões de toneladas de reservas de carvão mas em 2013 a Rio Tinto rebaixou essas estimativas de reserva e observou que "... o desenvolvimento de infraestrutura para apoiar os ativos de carvão é mais desafiador do que a Rio Tinto originalmente antecipou ..."
O projeto da mina de carvão Revuboè era outra mina de carvão da Bacia de Moatize. Em 2013, a Anglo American decidiu não investir no projeto, mas a principal produtora de aço do Japão Nippon Steel anunciou que assumiria o projeto. A Nippon Steel esperava iniciar a produção a céu aberto em 2016 e atingir a capacidade de produção de 5 milhões de toneladas de carvão metalúrgico por ano em 2019.
No entanto, o desenvolvimento da jazida carbonífera da bacia de Moatize dependia crucialmente da reabilitação da ferrovia de Beira a Tete, e da construção de um terminal marítimo de exportação na Beira. Os custos totais do projeto foram estimados em US $ 2 bilhões. RICON, um consórcio indiano de IRCON International e Rites Ltd ., tinha sido contratado para reconstruir e operar da Beira a Tete uma linha férrea de 650 km que ligaria o campo de carvão da bacia de Moatize com o Porto da Beira. A reabilitação estava originalmente prevista para ser concluída no início de 2009. Após vários atrasos, a linha férrea de Sena de Tete à Beira foi parcialmente reaberta para passageiros em 2010. RICON não cumpriu prazos e teve problemas de controle de qualidade, então, em dezembro de 2011, CFM, a autoridade de Portos e Caminhos de Ferro de Moçambique, t assumir o controle do sistema ferroviário da Beira. A reconstrução da linha de carga foi reiniciada em março de 2012 mas a obra ainda não estava concluída em fevereiro de 2013 Em 2012 foi relatado que as exportações de carvão tinham de ser transportadas para a Beira por uma combinação de camião e comboio. Como o porto da Beira era raso, o carvão teve que ser transportado por barcaça para navios maiores ao largo da costa. No início de 2013, enchentes impediram partes da linha ferroviária de operar, estoques de carvão se acumularam e algumas minas de carvão tiveram que interromper a produção. Em abril de 2013, três empresas de mineração de carvão estavam construindo ou planejando construir suas próprias linhas ferroviárias para exportar seu carvão, possivelmente através de Malawi para o porto de águas profundas de Nacala.

### Gás natural
Em 2010–2011, Anadarko Petroleum e Eni descobriram o campo de gás Mamba sul, reservas recuperáveis de 4.200 bilhões de metros cúbicos (150 trilhões de pés cúbicos) de gás natural no Rovuma Bacia, ao largo da costa norte Província de Cabo Delgado. Uma vez desenvolvido, isso poderia tornar Moçambique um dos maiores produtores de gás natural liquefeito do mundo. A produção está programada para começar em 2018.
Em 2004, a empresa sul-africana Sasol começou a produzir gás natural no campo de gás de Temane no sul de Moçambique e em 2011 produziu cerca de 3,8 bilhões de metros cúbicos de gás natural nos campos de gás de Temane e Pande próximos . A Sasol exportou o gás através de um gasoduto de 865 km para abastecer suas fábricas de produtos químicos na África do Sul. Os campos de gás de Temane e Pande nas proximidades têm reservas comprovadas de 100 bilhões de metros cúbicos (3,5 trilhões de metros cúbicos pés) em 2013.
Em janeiro de 2017, 3 empresas foram selecionadas pelo Governo de Moçambique para os Projetos de Desenvolvimento de Gás Natural na bacia de gás do Rovuma. A GL Africa Energy (UK) foi vencedora de uma das licitações. Ela planeja construir e operar uma usina movida a gás de 250 MW.

### Petróleo
Moçambique não produzia petróleo bruto nem produtos petrolíferos refinados e dependia de importações. No início de 2006, a Área Onshore na Bacia do Rovuma foi atribuída à Artumas Group Inc. do Canadá; Área 1, para Anadarko Petroleum; Áreas 2 e 5, para Norsk Hydro ASA da Noruega; Áreas 3 e 6, para Petronas Carigali Overseas Shd. Bhd. Da Malásia; e Área 4, para ENI S.p.A. da Itália.[carece de fontes?]

### Urânio
A Mina Mavuzi no noroeste de Moçambique produziu urânio durante os anos 1950. OmegaCorp Ltd. da Austrália conduziu um projeto de exploração em Mavuzi no final de 2005 e 2006; a empresa planejou um programa de perfuração em pequena escala para 2007. [carece de fontes?]

### Perspectiva
Esperava-se que a Mina Moma aumentasse o crescimento econômico em 2007, quando entrou em produção. As perspectivas para os minerais de titânio em Moçambique dependiam fortemente das tendências do mercado global. A mina de carvão de Moatize poderia impulsionar o crescimento econômico em 2010; o desenvolvimento da mina dependia das tendências do mercado global e da reabilitação da infraestrutura ferroviária e portuária. O desenvolvimento dos projetos Corridor Sands e Mozal 3 dependia de fontes de energia confiáveis. Demanda para materiais de construção pode aumentar em 2007 devido a projetos de obras públicas; o desenvolvimento dos projetos Corridor Sands, Moatize e Mozal 3 também pode levar ao crescimento no setor da construção. Em 2007, a produção de calcário deveria aumentar 58%; placas de mármore, 20%; areia, 9%; e blocos de mármore, 5%.[carece de fontes?]

## Indústria
O Banco Mundial lista os principais países produtores a cada ano, com base no valor total da produção. Pela lista de 2019, Moçambique tinha a 127ª indústria mais valiosa do mundo (US $ 1,3 bilhões).
O país foi o 9º maior produtor mundial de óleo de coco em 2018.
Alimentos; têxtil; vestuário; tabaco; química; bebidas (cerveja).

## Turismo
Em 2017, Moçambique recebeu 1,4 milhões de turistas internacionais. As receitas do turismo, em 2018, foram de US $ 0,2 bilhões.
O país tem um grande potencial turístico, destacando-se as zonas propícias ao mergulho nos seus mais de 2 mil km de litoral, e os parques e reservas de animais no interior do país. Para atrair investimentos estrangeiros, criou o Corredor de Desenvolvimento do Norte (CDN), junto ao porto daquela cidade, com acesso rodoviário, suprimento de energia elétrica, e com ligação por ferrovia até o vizinho Malaui.